# Цуда Умэко
Цуда Умэко (яп. 津田 梅子, 31 декабря 1864, Токио, Япония — 16 августа 1929); при рождении Цуда Умэ (яп. 津田梅) — японский преподаватель, основатель Университета Цуда.

## Биография
Цуда Умэко родилась 31 декабря 1864 года в Токио, Япония. Она была второй дочерью агронома Цуды Сэна. В конце 1871 Цуда в возрасте 6 лет отправилась на учёбу в Сан-Франциско в составе «миссии Ивакуры», группы под руководством министра Ивакуры Томоми, которая занималась изучением западной образовательной и государственной системы. Планировалось, что по возвращении девочки возглавят реформацию женского образования в Японии. Цуда остановилась в Вашингтоне на попечении семьи Ланманов и поступила на учёбу в начальную школу под названием «Семинария Стивенсона» (англ. Stephenson Seminary). В 1873 году она приняла крещение, что сделала и её японская семья в 1875 году. Она быстро освоила английский язык и в 1874 году на школьном занятии смогла без ошибок прочитать стихотворение Уильяма Брайанта. В 14 лет она поступила в старшую школу Archer Institute.
Цуда испытала на себе американские стандарты женского образования и вернулась домой в 1882 году. После 11-летнего обучения заграницей девочка утратила навык владения родным японским языком, но продолжала идентифицировать себя как японка.

## Память
10 ноября 2020 Google вывела дудл с изображением Цуды Умэко на главную страницу поисковика. Рисунок выполнил цифровой художник Кано Какадзима. Также портрет Цуды был помещён на банкноту достоинством 5000 йен, которая вошла в оборот в 2024 году.